# Ершов, Александр Михайлович (лётчик)
Александр Михайлович Ершов (1923—1950) — капитан Советской Армии, участник Великой Отечественной войны. 

## Биография
Александр Ершов родился 1 мая 1923 года в Киеве. Жил в Москве с 1937 года. Окончил аэроклуб в 1939 году, с того же года служил в рядах Красной Армии. Окончил Борисоглебскую военную авиационную школу в 1940 году, был оставлен в ней лётчиком-инструктором.
Ершов служил в действующей армии лейтенантом с августа 1944 года. Сражался в составе 233-го истребительного авиационного полка 234-й истребительной авиационной дивизии 1-го Белорусского Фронта.
В феврале 1945 года у города Кюстрин таранил Fw-190. Ершов к маю 1945 года совершил 73 боевых вылета, провёл 12 воздушных боёв. Сбил 15 самолётов противника. В одном воздушном бою 9 марта 1945 года сбил сразу 3 немецких истребителя. За сутки 18 апреля 1945 года выполнил 5 боевых вылетов, в каждом из которых сбил по 1 самолёту врага.
В послевоенное время был на испытательной работе в НИИ ВВС, НИИ-1 и ЛИИ.
Александр Михайлович Ершов погиб 17 апреля 1950 года при испытании самолёта Ла-15. Похоронен на Новодевичьем кладбище Москвы.
Награждён тремя орденами Красного Знамени, орденом Отечественной войны 2-й степени, рядом медалей.